# Albert Gjellerup
Albert Rudolph Gjellerup (11. februar 1845 i Roholte – 7. oktober 1935 i København) var en dansk arkitekt.
Albert Gjellerup var søn af præsten Carl Adolph Gjellerup (1808-1860) og Sara Elisabeth født Behrendt (1812-1852). Han er dermed – gennem faderens andet ægteskab i 1854 – halvbror til den noget yngre Karl Gjellerup, senere Nobelprismodtager i litteratur.
Ved sin ældste brors hjælp kom han i lære hos en tømrermester Blom i København, blev efter tre år svend, og gik siden på Kunstakademiet. Han blev optaget på Kunstakademiet i den almen forberedende klasse i november 1864 og var elev indtil juni 1869. 
Et udkast til en kirke til Trinitatis nordre Sogn fik i 1869 førstepris en en konkurrence, og i 1876 vandt han også en førstepris i en konkurrence om tegning af et hospital til Kolding. Han forestod siden opførelsen heraf (1878-80). Siden stod han bag flere offentlige og private bygninger især i provinsen. Han udstillede på Charlottenborg 1869 og 1884.
Han blev i 1874 gift med sin kusine Susanne Marie Elisabeth Høffding, en datter af grosserer Niels Frederik Høffding og Martha Erasmine født Gjellerup, en søster til Gjellerups far.
Han udstillede på Charlottenborg Forårsudstilling 1869 og 1884.

## Bygninger
- 2 skolebygninger i Nakskov
- Lollands Spare- og Laanebanks bygning, Nakskov (1874)
- Amtssygehuset i Kolding (1. præmie 1876, opført 1878-1880), epidemibygning samme sted (1894-1895)
- Amtssygehus i Vejle (1889-1891)
- Projekt: Kirke i Trinitatis nordre Sogn, København (1. Præmie 1869)